# Hünenburg (Emsbüren)
Die Hünenburg bei Emsbüren ist eine abgegangene mittelalterliche Wallburg etwa einen Kilometer westlich von Emsbüren im heutigen Landkreis Emsland in Niedersachsen.

## Lage
Die Hünenburg liegt auf dem Westrand des Emsbürener Rückens, einer Endmoräne der Elstereiszeit und Ausläufer des Teutoburger Waldes oberhalb einer Niederung. 

## Beschreibung
Der Burgstall weist einen rundlichen Grundriss auf, der Innendurchmesser beträgt 50 bis 60 m. Der innere Wall von 12 m Breite und 2,70 m Höhe ist von einem 8 m breiten und 4 m tiefen Spitzgraben umgeben. Toreingänge sind im Südosten, Südwesten und Nordwesten vorhanden. Vorgelagert sind ein flacherer, umlaufender Vorwall und im Osten und Westen bzw. nur im Osten zwei weitere flache Vorwälle. Bei den von Ernst Sprockhoff 1937 durchgeführten archäologischen Untersuchungen fanden sich in der südöstlichen Walllücke keine Spuren einer Torkonstruktion. Analog dazu weist der Wall keine Holzeinbauten auf. Im Inneren wurden zwei einfache Pfostenbauten von 19 × 8 bzw. 20 × 8 m Größe ergraben.
Die ergrabenen Hausgrundrisse und der Charakter der Burg lassen eine Datierung in das 9./10. Jahrhundert vermuten. Einige hart gebrannte Kugeltopfscherben unter den Funden sprechen aber eher für einen zeitlichen Ansatz in das 11./12. Jahrhundert.
Die Wallburg nahm in Bewusstsein der im näheren Umkreis wohnenden Bevölkerung in der Neuzeit einen hohen Stellenwert ein. Deshalb wurde sie im 19. Jahrhundert durch den örtlichen Pfarrer aus Privatmitteln für die Pfarrei in Emsbüren angekauft, damit sie in ihrem ursprünglichen Charakter erhalten bleibt.